# Podkoren
Podkoren – wieś w Słowenii, w gminie Kranjska Gora. W 2018 roku liczyła 390 mieszkańców.